# Féhirðir
Féhirðir (fornnorska), kallades i Norges medeltid kungens skattmästare, som hade tillsyn över skattkammaren (féhirzla). Från omkring 1300 var detta ett fast ämbete, och i det följande århundradet blev det fem fehirder, med varsitt bestämda distrikt, Nidaros, Bergen, Tønsberg, Oslo och Baahus.